# Règlement de 1738
Le règlement de 1738, officiellement Règlement fait pour apaiser les turbulences entre Gênes et la Corse (italien : Regolamento fatto per sedar le turbolenze tra Genova e Corsica), est un projet de pacification pour la Corse signé le 18 octobre 1738 à Fontainebleau entre l'archiduché d'Autriche (par Jean-Népomucène de Liechtenstein), le royaume de France (par Amelot) et la république de Gênes (par Giuseppe Brignole),,. Il contient quinze articles. Le document reprend dans l'essentiel les concessions formulées en 1733, à savoir :
- une amnistie générale pour les révoltes qui traversent l'île depuis 1733 ;
- une remise de toutes les tailles et impositions non acquittées jusqu'à septembre 1738 ;
- l'implémentation de quatre familles nobles chaque année avec primogéniture ;
- la fondation d'un Tribunal suprême à Bastia composé de trois auditeurs étrangers ;
- la promesse de rigueur dans la justice criminelle accompagnée d'une surveillance stricte des fonctionnaires génois.